# Тарновський Сергій Володимирович

## Походження
Андрій Володимирович Тарновський (?) – нащадок козацького роду Тарновських, закінчив Інститут корпусу інженерів шляхів сполучення, служив на різних посадах. Після відставки жив у своєму маєтку у с. Озеряни Лохвицького повіту. Дружина – Олександра Петрівна Мазаракій, дочка штабс-капітана, нащадка козацько-старшинського та дворянського роду грецького походження.
Їх син Володимир Андрійович Тарновський, народився 18 вересня 1852 року. Закінчив курс Імператорського Московського університету; у службі з 1875 р.; член Київського Окружного Суду, з 1883 року його голова, київський нотаріус (1912). Дружина – Варвара Іванівна Рукавишнікова.

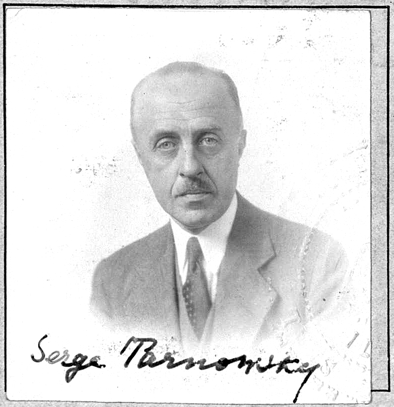

## Життєпис
Сергій Володимирович Тарновський (1882, Київ – 1976, Лос-Анджелес) — український і американський піаніст і музичний педагог.
Закінчив Санкт-Петербурзьку консерваторію по класу Ганни Єсипової. Гастролював в різних країнах Європи як соліст разом з диригентом Василем Сафоновим. Виступав також як акомпаніатор зі скрипалем Натаном Мільштейном і співачкою Марією Куренко.
Педагогічна діяльність Тарновського тривала понад 60 років. Викладав в Одесі, потім був професором Київської консерваторії — в Києві його учнями були, зокрема, Володимир Горовиць і Олександр Юнинський. У 1928 р. емігрував до Парижу, з 1930 р. оселився в США. Викладав в місті Лос-Анджелес, де серед його учнів був, наприклад, Орасіо Гутьєррес. Серед останніх учнів Тарновського в середині 1970-х була Медлін Стоу, яка після смерті Тарновського відмовилася від музичної кар'єри і зробила замість цього акторську.